# Federace dělnických tělocvičných jednot

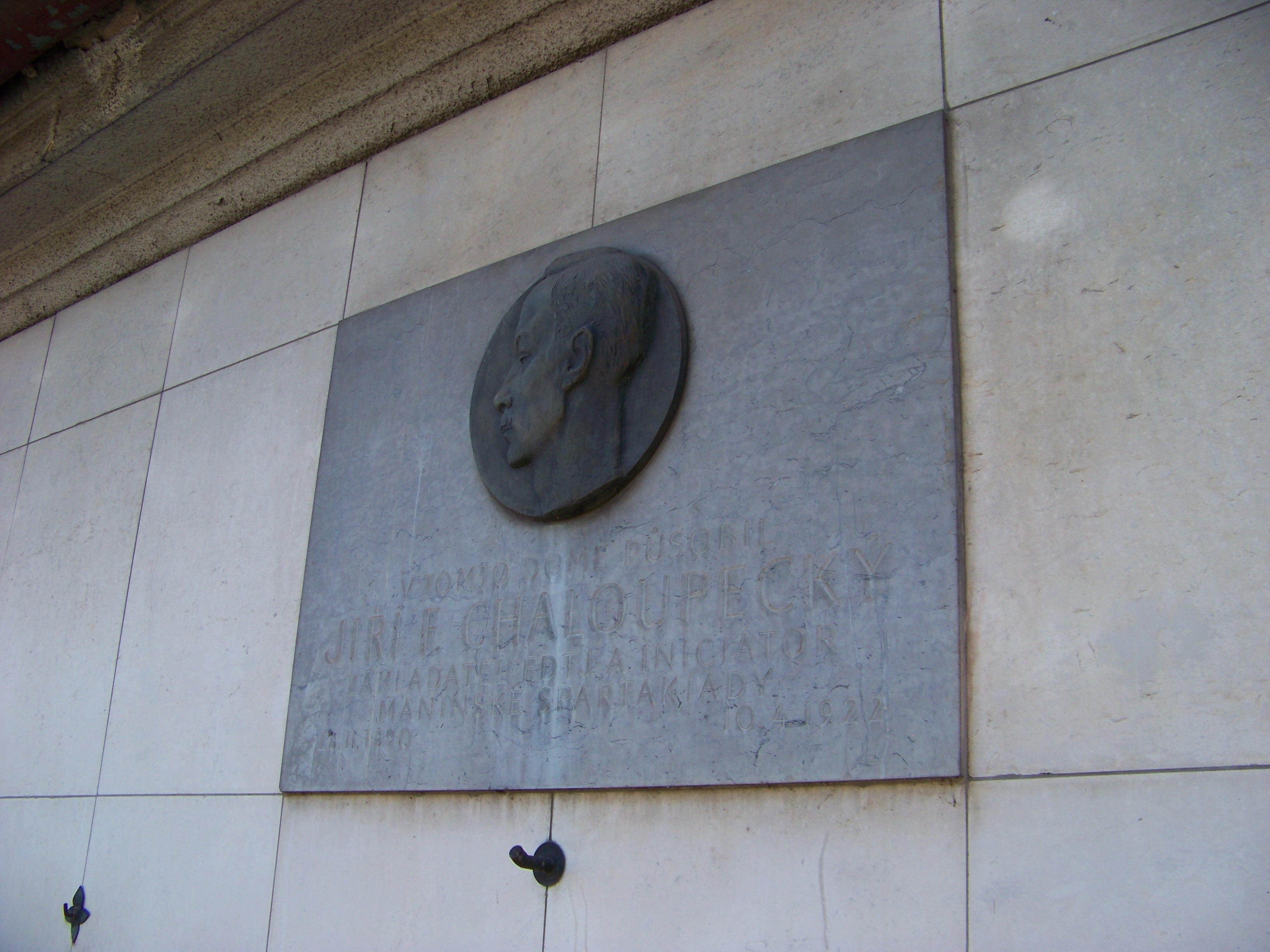
Pamětní deska Jiřího F. Chaloupeckého v Dolních Počernicích

Federace dělnických tělocvičných jednot byla levicově orientovaná tělovýchovná organizace existující v Československu v letech 1921 až 1938. Odštěpila se od Svazu dělnických tělocvičných jednot (SDTJ) a zanikla v předvečer druhé světové války.

## Historie

### Založení
V roce 1903 byl ustaven sociálně-demokratický Svaz dělnických tělocvičných jednot (SDTJ) odštěpením od Sokola. Příčinou odštěpení bylo vyloučení sociálně-demokratických členů Sokola kvůli vyhrocené politické situaci po tzv. protistátoprávním prohlášení, které učinili první zvolení čeští sociálně-demokratičtí poslanci v Říšské radě. Po Ruské revoluci v roce 1917 začaly v Českoslovanské sociálně demokratické straně dělnické (ČSDSD) sílit radikální hlasy marxistického a později marxisticko-leninského křídla. V ČSDSD na listopadovém sjezdu v roce 1920 delegáti odmítli zásady Komunistické internacionály. Na to radikální křídlo reagovalo nezdařilým pokusem o převzetí majetku strany. Následovalo vylučování členů radikálního křídla z ČSDSD. Dne 16. května 1921 si tito straníci (pod vedením Václava Šturce, Bohumíra Šmerala a Václava Bolena) založili Komunistickou stranu Československa.
V podstatě stejný vnitřní boj se odehrál i v SDTJ. Radikální levé křídlo pod vedením Jiřího Františka Chaloupeckého v organizaci vytvořili opoziční pracovní výbor a 8. května 1921 v Praze založili Federaci dělnických tělocvičných jednot. Prvním starostou byl zvolen Karel Trombars, pekařský dělník.
Necelý měsíc po založení vydala FDTJ první číslo svého časopisu Výboj. Prvním redaktorem se stal Chaloupecký. První velkou akcí byla na rychlo uspořádaná I. dělnická spartakiáda v Praze na Maninách (Maninská spartakiáda), které se v červnu 1921 zúčastnily tisíce cvičenců a přes 100 000 diváků. Spartakiáda (pojmenovaná po Spartakovi) byla reakcí na chystanou I. dělnickou olympiádu organizovanou SDTJ. Radikálně levicově zaměřená federace se dostávala do opakovaných sporů s úřady a SDTJ. Uvnitř Federace pak rozvíjeli činnost Spartakovi skauti práce. Tato později extrémně radikalizovaná organizace vykazovala brzy 100 000 členů. FDTJ uspořádala roku 1923 svou Kulturní výstavu v Průmyslovém paláci na pražském výstavišti.
FDTJ začala brzy po svém vzniku spolupracovat s částí spolku Sudetendeutsche Arbeiter- Turn- und Sportverband (ATUS) (česky Sudetoněmecký Dělnický gymnastický a sportovní spolek). V roce 1925 došlo k vyloučení radikálně levicových členů z ATUS, ti se poté přidali do FDTJ. FDTJ byla také členskou organizací Rudé sportovní internacionály založené v roce 1921 v Moskvě.

### Federace proletářské tělovýchovy
V roce 1926 úsilí KSČ o sjednocení organizací, v níž měla rozhodující vliv, vyústilo v ustavení Federace proletářské tělovýchovy (FPT), což v podstatě původní FDTJ oslabilo. První, ustavující sjezd byl 25. – 26. prosince 1926. 
Dělnická Tělovýchova. Ve dnech 1., 2. a 3. ledna 1926 konala »nejsilnější proletářská tělovýchovná organisace — Federace dělnických tělocvičných jednot« — mimořádný sjezd, aby určil pevné směrnice pro budování masového bezpartijního (mimostranického) proletářského tělovýchovného hnutí v Československu. Rudá tělocvičná a sportovní Internacionála usiluje vybudovati jednotnou frontu proletářských tělovýchovných organisací »proti třídně pracujícím měštáckým tělovýchovným organisacím« »jako podklad k dosažení úplného sjednocení v jedinou ohromnou třídně uvědomělou organisací tělový chovy pracujících«. Sjezd schválil nové stanovy sjednocené organisace »Federace proletářské tělovýchovy«, ve které budou sloučeny rudé tělo výchovné organisace: Federace D. T. J. (SSP), Rudých hvězd, Svazu dělnických cyklistů a Dl. klubu turistů. Sjezd přijal zásady nového systému tělovýchovy pro proletářskou třídu a tím rozšířil dosavadní činnost Federace D. T. J. z tělocviku i na všecky druhy sportu, jako turistiku, cyklistiku, football za úplného využití všech dalších prvků tělovýchovných (her, táboření atd.). Zařazením různých úkonů tělovýchovných do jednotlivých věkových období za stálého zřetele na účelnost, prospěšnost a přístupnost širokých mas dělníků, rolníků a ostatních proletářů i jejich mládeže a dětí mají býti dány všechny podmínky pro budování skutečně ohromné masové organisace.
Věstník sokolský, 11.03.1926, s. 175
Původně odmítavý postoj FPT vůči soutěžnímu sportu se měnil, i časopis Výboj po roce 1926 začal otiskovat propagační články ke kopané, lyžování a dalších druzích sportů. Do programu župních cvičení byly zařazovány od roku 1926 sportovní soutěže. V roce 1927 odjelo 20 členů FDTJ do SSSR na mezinárodní spartakiádu, znovu dostali povolení až roku 1935. Federace proletářské tělovýchovy chystala na rok 1928 II. dělnickou spartakiádu, přípravy byly již dva roky v plném proudu, účast přislíbily i zahraniční tělocvičné jednoty a na pronajatém pozemku už byly budovány i tribuny. Policejní ředitelství však II. Spartakiadu v roce 1928 jako první instance zakázalo, a to ze dvou důvodů: jednak proto, že cvičení žactva bylo v rozporu s výnosem zemské školní rady v Praze, kterým byla účast školní mládeže na tělovýchovných cvičeních Federovaných dělnických tělocvičných jednot zakázána, jednak s ohledem na veřejný klid a pořádek. Zemská správa politická výnosem z 9. května zamítla odvolání a potvrdila původní rozhodnutí z hlediska veřejného klidu a pořádku, ve věci účasti školních dětí odkázala na příslušné úřady, s tím, že školní mládež má možnost účasti na orelských a sokolských župních sletech k výročí 10 let republiky. Ministerstvo vnitra jako třetí instance na základě usnesení ministerské rady 15. května 1928 potvrdilo zákaz Spartakiady, ale zákaz účasti školní mládeže už mezi důvody uveden nebyl. Policejní ředitelství rovněž zakázalo veřejný projev proti zákazu, plánovaný na 22. května 1928. Na dny 5. a 6. července 1928, kdy se spartakiáda měla konat, senátor Josef Skalák sezval dělnictvo do Prahy na tzv. rudý den. Ten byl úřady rovněž zakázán. I vzhledem k tomu, že hospodářství bylo v té době zrovna ve fázi konjunktury, skončil tento pokus značným neúspěchem, jenž bolševické křídlo strany, vedené Klementem Gottwaldem, využilo k útokům proti jejímu dosavadnímu umírněnému Jílkovu vedení.
Federace proletářské tělovýchovy oslavila v roce 1931 své desetileté trvání, kdy jako jubilejní podniky přichystala: podniky okresů, federální sraz Spartakových skautů práce v Praze, oblastní srazy cyklistů v Praze a v Brně, připravovala také zájezd na Spartakiádu rudé sportovní internacionály do Berlína (od 4. do 14. července 1931). V roce 1937 měla FPT již jen necelých 73 000 příslušníků.

### Zánik
Po Mnichově byla FPT včetně dříve začleněných organizací FDTJ a Spartakových skautů práce vládním výnosem zakázána a již nikdy nebyla obnovena. 